# Enallagma pictum
Enallagma pictum är en trollsländeart som beskrevs av Morse 1895. Enallagma pictum ingår i släktet Enallagma och familjen dammflicksländor. IUCN kategoriserar arten globalt som nära hotad. Inga underarter finns listade i Catalogue of Life.